# 牙鬥獸娘
《牙鬥獸娘》是由村田真哉擔任原作、隅田和麻負責作畫的日本漫畫作品，自《月刊Hero's》2014年1月號開始連載。作品描述舉行於地下社會，超越人類認知的「獸人」間的決鬥「牙鬥（Killing Bites）」。2015年9月，本作隨著漫畫第4冊的發售推出廣播劇，並宣布將製作對戰遊戲，但最後在2017年9月宣布停止開發。動畫化消息發表於《月刊Hero's》2017年4月號，於2018年1月開始播出電視動畫。

## 登場人物
※聲優為廣播劇版及動畫版。

### 主要人物
宇崎瞳（聲：雨宮天）
身高164cm，三圍B86/W58/H87。第一章主角，「蜜獾」的獸鬥士。視祠堂零一為恩人，并且服從祠堂所有的命令。由於蜜獾的特性，有著無論面對任何敵人都毫不畏懼的精神。背部的防禦力較好，且對毒素有一定的抗性。過去在何時何地出生以及如何長大皆不明，七年前在香港街區的不法地帶被祠堂發現，由於祠堂認定他就是文獻中十萬人才有一人的稀有原始種獸人，打算想帶回日本研究。在與當地流氓的衝突中祠堂出面擋刀，並因此被打動，從而建立起信賴感。
在第一次參加「牙鬥」時便把百戰百勝的獸鬥士「獅子」擊敗，也因此而被四大財閥視爲眼中釘。隨後因祠堂的命令而代表石田財閥參加「牙鬥獸獄剎」。
在「牙鬥獸獄剎」中陸續擊敗了代表三门財閥的獸鬥士「熊」和代表角供財閥的獸鬥士「壶舞螺」。隨後遇上八菱財閥的王牌，獸鬥士「虎」。在與獸鬥士「虎」的戰鬥中，被突如其來的「穿山甲」的獸鬥士擊倒，而失去意識，然而卻在在「穿山甲」的獸鬥士連續擊敗「虎」與「河馬」的獸鬥士之後突然覺醒完全獸化。覺醒后雖然失去了一隻手臂然而卻成功打碎了獸鬥士「穿山甲」的頭骨，之後因體力不支而倒下並落敗。
野本裕也（聲：羽多野涉）
大学2年生，漫画研究会，生日是3月16日，身高172cm，長野出身。
原本是平凡的大學生，由於被捲入犯罪計劃而與瞳相遇，並因此得知「牙鬥」的存在。在半強制下成為瞳的出資者，並以瞳的玩家身份參加「牙鬥獸獄剎」。在「牙鬥獸獄剎」正式結束的兩周后，被遵照祠堂零一命令的瞳重傷，後被石田財閥暗中施以獸化手術而成功保住一命，并且成爲了「烏鴉」的獸鬥士。後於第二章出現，在決鬥場旁干涉了「媚戌」以及「牙魔貓」的戰鬥，並擔當兩人的出資者，另以犬笛來訓練「媚戌」一些戰鬥技巧。後來在「牙鬥獸獄死」中觀看實況轉播以及擔當部分戰鬥場次的輔助。
中西獲座（聲：內田真禮）
八菱財閥所属的獸鬥士，身高160cm，三圍是B79/W55/H82。
「狩獵豹」的獸鬥士，中西大河的妹妹，十分敬愛自己的兄長。在「牙鬥獸獄剎」中代替因體力不支而倒下的瞳給予頭骨已碎掉的獸鬥士「穿山甲」最後一擊。隨後打算擊敗最後的獸鬥士「兔」，然而不料卻在追擊「兔」的獸鬥士之時，被「兔」的獸鬥士意外踩空滑倒瞬間的一擊迴旋踢給擊倒。第二章與哥哥大河出外旅行中，暫時淡出並不參加後來的「牙鬥獸競賽」。
稻葉初（聲：上坂堇）
「兔」的獸鬥士，自稱從幼年開始課業上表現不好且經常被欺負，聽聞獸化手術能強化身體的機會時成為「兔」的獸鬥士，但因過往屢戰屢敗之故，直到遇見野本與瞳之前尚未隸屬於任何一間財閥。於「牙鬥獸獄剎」中製造的陷阱，被「麝香貓」的獸鬥士踩到，「麝香貓」的獸鬥士因而掉入陷阱中被擊敗，稻葉初這時暫時昏的過去，醒來後，被「狩獵豹」的獸鬥士追擊，卻意外踩空滑倒，但在這瞬間給予了「狩獵豹」的獸鬥士一擊迴旋踢，意外將「狩獵豹」的獸鬥士擊倒，獲得勝利。
兩年後淡出「牙鬥」舞台，在獸人特區的角落舉辦地下牙鬥賽「忍陣畠」並擔當主辦者。由於過往「牙鬥獸獄剎」的優勝事蹟流傳開來，以致於許多獸鬥士對她有不同的想像，喜歡喝胡蘿蔔汁，同時也穿上尺寸大一號的男性白色西裝示人。另為同一位作者的衍生漫畫的主角。
戌井純（聲：田中美海）
第二章主角，「媚戌」的獸鬥士，15歲。過去原本是棄子而住在孤兒院一段時間，由於朋友很少所以曾飼養一隻小獵犬「努努匹」作為陪伴。但5歲時有一天愛犬突然衝到路中央因此遭遇交通事故，送進祠堂在場的醫院內施做緊急獸化手術下救回一條命，得知自己的性命是由愛犬換來之後一度悲傷多時，過了十年後下定決心參加「牙鬥獸競賽」。

### 石田財閥
尊聖羅（聲：南條愛乃）
SonBank代表董事夫人。認爲所有獸鬥士都應該珍惜自己的生命。
尊正義（聲：星野充昭）
石田財閥會長。暗地裏與八菱財閥的會長以及祠堂勾結，並策劃除掉角供财阀與三门财阀的現任會長。
岡島壹之助（聲：大川透）
「河馬」的獸鬥士，視尊夫人為恩人。與一般的獸鬥士不一樣，認爲獸鬥士應該珍惜自己的生命，不應抱著自殺的心態參加“牙斗”。原本想親自阻擋「穿山甲」的獸鬥士攻勢，但被「穿山甲」的獸鬥士尾巴一擊刺殺後擊倒。第二章的兩年後擔當管理局內的戰鬥測試場地負責人，同時以特別體育派遣顧問身分被派遣至公立學校安排「獸獄祭」的人選。在「牙鬥獸獄死」決賽中先後擊敗「鬣狗」與「狩獵豹」，但在戰鬥後緊急包紮的當下遇到「恐爪」時被包圍在四周的恐龍獸鬥士給群起圍攻，後來成功突圍並亂入「恐爪」和「媚戌」雙方對決的現場上。
毒島嚴突
第二章登場，SonBank公司本部警衛。本身有「牛虐狗」的別名，由於職務中必須要對外來者示威所以平常以獸化的姿態行動。原本要對以聖羅的關係向本部的櫃台人員當場頤指氣使的陽湖施行強制驅趕，但被岡島給制止。
海堂馨
第二章登場，石田財閥私設秘密諜報部隊成員。「鯱」的獸鬥士。出身於建立該部隊的海堂家，自童年開始即是天生的殺手，與同年齡的孩子不同把黑道之間的械鬥當成玩樂看。但某回械鬥中被對方擊中致命傷，於財閥砸重金與使用最新技術進行獸化手術下救回一條命。

### 三門財閥
三門陽湖（聲：潘惠美）
三門財閥的孫女，從小與祖父相依甚親，對於將過往優良的「牙鬥」規則給全面變革且讓祖父使其墮落的祠堂感覺怨懟。當「牙鬥獸獄剎」結束，並看到自己祖父死的慘樣後，將一切的罪過推到祠堂身上並打算命令谷優午（「獅」的獸鬥士）將祠堂和在場的所有財閥領導者全部殺死，但谷優午（「獅」的獸鬥士）已經不服從三門了，等到祠堂和在場的所有財閥領導者離開後，三門陽湖因此退到牆角，任憑勢氣滿滿的谷優午（「獅」的獸鬥士）侵犯，之後的兩年間便作為谷優午的情婦（脖子上戴著上鎖的項圈）過著籠中鳥般的生活。一度成為SonBank公司新任職員，在遭遇「蛸」獸鬥士的綁架事件脫險後表達自己的想法，並重新成為「獅」的出資人。
三門陽參（聲：柴田秀勝）
三門財閥會長，被祠堂揭穿，因為私自想獨吞所有相關的獸化計畫包含「牙鬥獸獄剎」，而被祠堂判有罪，被谷優午（「獅」的獸鬥士）背叛後被其殺死。
谷優午（聲：小野友樹）
「獅」的獸鬥士，被「蜜獾」的獸鬥士打敗，左手受重傷，休養中，在「牙鬥獸獄剎」宴會中手似乎已恢復，但不打算參與「牙鬥獸獄剎」。第二章的兩年後在陽湖遭遇「蛸」獸鬥士的綁架事件脫險時曾給予陽湖自由，但後來在要求下參加「牙鬥獸獄死」決賽。
城戶剛（聲：小柳良寬／泊明日菜（童年））
「穿山甲」的獸鬥士，童年時代因父母離異外加上父親褻瀆了代表母親的一盆花之後當場痛毆父親致死，也因此形成對大自然的態度相當極端的性格。後來因為該性格而被禁賽並關禁閉，由陽湖的暗示下再次出席本次的「牙鬥獸獄剎」。在連續打敗「河馬」的獸鬥士和「虎」的獸鬥士後與覺醒後的「蜜獾」的獸鬥士激戰，打斷了對方一隻手臂後，被「蜜獾」的獸鬥士打碎頭骨倒下後，卻又站了起來，被「狩獵豹」的獸鬥士偷襲後完全倒下。
熱羅姆本鄉（聲：武虎）
「熊」的獸鬥士，在「牙鬥獸獄剎」中，本來照著谷優午的建議打算直接一擊斃命宇崎瞳，但絕招早已在上一次爭鬥中就被宇崎瞳看穿，被「蜜獾」的獸鬥士打敗而出局。
矢部正太（聲：小林裕介）
「巨猩羅」的獸鬥士，在「牙鬥獸獄剎」中假裝被「虎」的獸鬥士擊倒，在追擊「兔」的獸鬥士時，因為破壞了森林的樹，觸碰了「穿山甲」的獸鬥士的底線，因而同隊打起來，被「穿山甲」的獸鬥士瞬間斬成兩半秒殺。
增田康彥
以玩家的身分參與「牙鬥獸獄剎」。

### 八菱財閥
中西大河（聲：中村悠一）
「虎」的獸鬥士，中西獲座的哥哥，上屆「牙鬥獸獄剎」的冠軍。視「獅子」的獸鬥士為勁敵，認爲瞳只是繞幸擊敗「獅子」。在現屆「牙鬥獸獄剎」中與瞳交手后開始認同她，然而獸鬥士「穿山甲」卻在二人的戰鬥途中亂入，并把瞳擊倒。由於獵物被奪而把目標轉向「穿山甲」的獸鬥士。被「穿山甲」的獸鬥士弄斷了一隻手臂，但也成功在當「穿山甲」的獸鬥士打倒「河馬」的獸鬥士的瞬間，弄瞎了獸鬥士「穿山甲」的右眼。最後被「穿山甲」的獸鬥士用尾巴貫穿身體後倒下。
第二章的兩年後曾與妹妹出門旅行，回國後與「恐爪」初次見面時被其以完全獸化狀態重傷住院，一度傳出瀕死消息。由於恢復意識後堅持與「獅」決鬥而出現在「牙鬥獸獄死」的比賽場地內，除了與「獅」決鬥之外同時向其透露會長岩崎彌芯所暗自進行《舊人類消滅計畫》的陰謀。
六條香織（聲：淺川悠）
「麝香貓」的獸鬥士。能力為能夠散發出讓別人陷入發情狀態的麝香，但這招視乎對大河無效。
宇崎曆
第二章登場，「恐爪」的獸鬥士，本作品所登場第三位名為宇崎的人物，對外以會長岩崎彌芯從孤兒院領回的養女身分示人，在學校學習與上下學中途與在外面偶然相遇的「媚戌」很合得來，初次登場時曾以完全獸化狀態重傷了「虎」的獸鬥士。故事後期經由「麝香貓」表示：曆也是十萬人才有一人的稀有原始種獸人之一，而尊聖羅很早就預料到。
出身於巴西亞馬遜叢林的亞哈族部落，為每隔100年時間在當地出生的原始恐龍獸人。食慾相當大，父母在出生三天後被吃掉，3歲時遇到當時前來探險的宇崎睦路郎，但沒有將其吃掉而在與部落長老的交換條件下被帶往日本，由岩崎彌芯挹注資金下進行教育和學習。
岩崎彌芯（聲：家中宏）
八菱集團會長。
品田正信（聲：津田英三）
以中西大河的玩家身分參與「牙鬥獸獄剎」。
塚本鯰美（聲：天野真実）
以中西獲座的玩家身分參與「牙鬥獸獄剎」。
田中正（聲：相馬康一）
以六條香織的玩家身分參與「牙鬥獸獄剎」。

### 角供財閥
角供雅（聲：天田益男）
角供財閥的會長，特地安排了4隻「避役」的獸鬥士潛藏在「牙鬥獸獄剎」的島上，本打算如果角供財閥在本屆的「牙鬥獸獄剎」失敗的話，便將所有的參賽者殺掉，讓本屆的「牙鬥獸獄剎」無效。然而其計劃早被祠堂揭穿並阻止。隨後被「獅」的獸鬥士殺死。
椎名龍次（聲：小西克幸）
「鱷」的獸鬥士，有著驚人的咬合力與復原力。在「牙鬥獸獄剎」中被「穿山甲」的獸鬥士瞬間擊敗。
大沼電（聲：吉野裕行）
「壺舞螺」的獸鬥士，過去曾經是知名暴走族「麗腑帝愛」的成員，具有喜歡虐待弱小女性的喜好。與椎名龍次是義兄弟，受角供財閥招攬參加本次的「牙鬥獸獄剎」，第二章中曾自稱是不死之身。在「牙鬥獸獄剎」中，使用了神經毒來對付「蜜獾」的獸鬥士，可惜眼鏡蛇的神經毒對蜜獾來說效果只有讓其睡著的效果而已，最終被「蜜獾」的獸鬥士打敗而出局。
風真楓（聲：本田貴子）
「守宮」的獸鬥士，過去曾經是香港某個黑道組織首領的保鑣，受角供財閥招攬參加本次的「牙鬥獸獄剎」並拔升為角供生命公司的社長秘書。在「牙鬥獸獄剎」中與「狩獵豹」的獸鬥士一戰後戰略性撤退，本打算與「鱷」的獸鬥士匯合，但卻與「虎」的獸鬥士遭遇，完本打算完全獸化來應戰，但一擊就被「虎」的獸鬥士秒殺了，因此角供財閥成為最先全軍落敗的財閥。
岸本紅里（聲：岩佐夏芽）
「角蜥」的獸鬥士，是雙胞胎獸鬥士。
岸本朱美（聲：岩佐夏芽）
「角蜥」的獸鬥士，是雙胞胎獸鬥士，岸本紅里的雙胞胎妹妹。
橫田大（聲：松本忍）
以玩家的身分參與「牙鬥獸獄剎」。

### 「牙鬥」管理局
祠堂零一（聲：小山力也）
「牙鬥」管理局長。瞳的監護人。
篠崎舞（聲：赤崎千夏）
祠堂的秘書，同時也兼任「牙鬥獸獄剎」的主持人。身手了得。「狐狸」的獸鬥士，與「大象」是舊友。過往跟「大象」曾經是住在收容機構「果樹園」的孤兒之一，某日因「大象」在一夜之間將收容機構給全毀，成為除了祠堂之外的唯一倖存者，雖然祠堂給予其自由但決定要跟隨他，同時成為獸人。
大神陸
管理局中的人事招募管理課課長，在「牙鬥獸獄死」決賽擔任評論。與祠堂是舊識。「狼」的獸鬥士，和「蜜獾」相同也是原始獸人。曾擔任美國的孤兒收容機構「果樹園（ポマリオ）」的訓練教官，並在某日一眼看出「大象」璃王也是原始獸人的潛能。少數知道岩崎彌芯真面目的獸鬥士之一，並自稱在決賽開始之前很早就在懷疑，當眾多龍鬥士入侵會場時為了要幫「兔」前往廣播室而自願斷後。

### 其他獸鬥士
粗科涼子（聲：原奈津子）
「山荒」的獸鬥士。名義上屬於八菱財閥，但實際上未隸屬於任何一間財閥。初登場時只穿著大衣並意圖暴露裸體從野本套出「蜜獾」的情報，然後用身上的針刺了野本一針，曾提過部分被害者刺了十根仍然還活著的紀錄，最後被人在附近的「蜜獾」給打倒。
黑居佑
第二章主要人物之一，「牙魔貓」的獸鬥士。原本在試驗場地與「媚戌」戰鬥，但中途被野本涉入而使該場戰鬥無效，之後與純一起成為由野本出資的獸鬥士。從小出身於優渥家庭，但因為雙親長期出差以及成為鄰居眼中的鑰匙兒童後性格變為孤僻，使其在小學六年級時成為校內的太妹，升上中學與進行獸化手術後一段時間內沒人敢接近他，唯一真正的朋友是完全不怕他的同班同學「媚戌」。參加「獸獄祭」的第一次預賽時由「河馬」指定與「媚戌」、「山羊」為同一組別，在預賽的最後於「獸巨人」暴走時的戰鬥中因與瞳在戰鬥位置上起爭執下被趁機回復的「獸巨人」給秒殺死亡。
護藤海蒂
第二章主要人物之一，「山羊」的獸鬥士。平常在課堂上大部分時候都在打嗑睡，運動能力不太好。參加「獸獄祭」的第一次預賽時與「媚戌」、「牙魔貓」同一組別，戰鬥時獸化的部分只有下半身與頭上長出來的羊角，必殺技為「山羊攪拌機（アイベックスミキサー）」。童年時代喜歡獨自一人爬到很高的地方，也曾經徒手攀爬過大樓外牆，某日在高處遇到剛來到日本的瞳，從他口中聽到「牙鬥」這單字的存在。
宇崎和
第二章登場，「樹懶」的獸鬥士。
灰渕繪奈
第二章登場，「鬣狗」的獸鬥士，預賽「獸獄祭」E組選手與JTK48成員之一。常會使用「規則臨時修改」等相關話術讓被盯上的目標上鉤。由於母鬣狗具有假陰莖的身體特性，也使他從幼稚園開始受女生們歡迎，並建立起後宮。但因為某日咬傷一位男性幼兒園職員後被退學，接著施行獸化手術，之後因心理不平衡而培養出喜歡虐待與強暴弱小女性的癖好。
凡崎萌
第二章登場，「蠑螈」的獸鬥士，預賽「獸獄祭」V組選手之一。戰鬥時獸化的部分全身變得如同蠑螈那樣滑順，長出大手以及粗尾巴，既使心臟被掏出致死也能發揮強大的再生能力。從童年開始因喜歡追求各種疼痛中帶來的快感而每天在自殘，必殺技為只要自身的痛苦達到一定程度就會從背上噴射毒液的「蠑螈毒射（サラマンドラファイア）」。
有森豪
第二章登場，「大蟻喰」的獸鬥士，預賽「獸獄祭」V組選手之一。
尾形藍貝爾特
第二章登場，「更格盧」的獸鬥士，預賽「獸獄祭」V組選手之一。過往「牙魔貓」在地下牙鬥場忍陣畠認識的同伴之一，擅長以拳擊做攻防。某日在參加完地下牙鬥場次回家時，意外發現到攀爬在高壓電塔上的「山羊」而寫了一封文情並茂的情書給她並約在卡啦OK內告白。但實際上只是異常想要「山羊」的內褲而跟「山羊」私自進行牙鬥，結果敗給「山羊」而整個人打出店外，因此失去參加決賽的資格。
沙原璃王
第二章登場，「大象」的獸鬥士。與「狐狸」是舊友。
椎名咢
第二章登場，「短吻鱷」的獸鬥士。特區區立中學三年C班的應援團團長，椎名龍次的弟弟。
才川鐵平
第二章登場，「犀牛」的獸鬥士。
王愛珍
第二章登場，「大熊貓」的獸鬥士。
大川結
第二章登場，「水獺」的獸鬥士。24歲，原本是尼特族，現為經營吃貨系獸人YouTuber〈超好吃TV〉頻道的活躍實況主。自童年以來腸胃不好且經常營養不足，高中畢業後因不安下不再升學而一直待在家中，直到某日接到醫院的抽血檢查通知時得知自己的獸化手術適應度很高，在進行完手術後開始產生食慾，並追求各式各樣的美味食材，同時去參加游泳比賽並成為常勝軍。於「牙鬥獸獄死」決賽中對上「短吻鱷」，於戰鬥中本人表示說是為了想要吃鱷魚獸人而參加，最終成功擊敗「短吻鱷」。未料在對上「恐爪」時居於下風，被「恐爪」斬斷左手疼痛的想逃跑時又被其開腸破肚後丟入水中，生死不明。

### 普通人
乃塒押繪（聲：原田彩楓）
在片尾曲後的小單元《引導我吧，小押繪》登場，瞳的高中同學。除了不時會提供瞳能吃的各種甜點與飲料之外也是個跟蹤狂，具有一定程度的百合控且對野本有極大敵意，旁白曾形容兩人是蜜獾與響蜜鴷的關係，但實為普通人。兩年間一直在尋找瞳的下落，並在一間蛋糕店打工兼職。
盛山（聲：林大地）
大学2年生，漫画研究会成員，裕也的社團好友。幾乎是單方面下評斷的典型動漫宅男，在初次遇到瞳的當下認定是當代典型女高中生。兩年後的第二章成為獸人演藝團體JTK48粉絲俱樂部支部會長，並從轉播「獸獄祭」現場的節目中得知「烏鴉」野本還活著。
北條（聲：手塚弘道）
小混混組織的首領，為過去野本在短期打工時認識的前同事。某日以出外泡妞為由請野本當司機駕車並進行半夜抓女高中生來強暴的犯罪計劃，除了持反對意見的野本以外，已經與其他同夥被瞳給反擊殺害。
宇崎睦路郎
以自己的名字命名的獸人王國孤兒院院長兼職小說家。專門收留出身經歷不明與剛動完手術的獸人小孩，其中三位原始獸人「蜜獾」、「樹懶」以及「恐爪」還有剛動完手術的「水獺」皆曾居住過該孤兒院。當「牙鬥獸獄死」決賽開始後岩崎彌芯啟動《舊人類消滅計畫》的當下，來到會場擔當「恐爪」和「媚戌」雙方對決的現場實況轉播。

## 專有名詞
牙鬥
原為自江戶時代起始，歷史悠久的秘密賭博競賽，然後在時代演化下成為今日獸人們相互決鬥的地下賭博賽。每一位出資者所屬的獸鬥士最低出資額為1000萬日圓，只要旗下所屬的獸鬥士獲取一勝就能贏取大筆獎金，但代價為死亡率很高。兩年後雖因下述的「獸化法」制定後逐漸合法化，但與表面上宣傳的清楚規則相反，伴隨死亡的危險度未變。
牙鬥獸獄剎（牙闘獣獄刹（キリングバイツ・デストロイヤル））
一種牙鬥中的競賽活動。在同一場域內出動不同數量的獸鬥士，然後戰鬥到最後一位還在場上活著即為贏家的生存戰。由主辦人輪流指名出資者並搖骰子，並由出資者在搖出來的限定數字為前提下令移動到指定座標，一旦雙方遭遇即刻進行戰鬥，但出資者無法確認座標內的現場地形所以移動中稍一時不慎會喪命。另外安裝在獸鬥士頸部用來確認確切位置並下指令移動的項圈內有安裝小型炸彈，只要不聽從玩家指令移動至指定座標者（或無法移動）就會在一分鐘後自動引爆。
牙鬥獸獄祭（牙闘獣獄祭（キリングバイツ・デスティバル））
牙鬥競賽合法化之後第二年舉辦的大會第一次預選。參加者由比賽成績與期望值做總和下分成A到Z等三人小組，只要小組內有一位失去戰鬥能力就失去資格。
牙鬥獸獄死（牙闘獣獄死（キリングバイツ・サドンデス））
牙鬥競賽合法化之後第二年舉辦的正式比賽。雖為單純的淘汰賽賽制，但有開放能將對手打到死亡的規則。
獸人／獸鬥士（獣人 / 獣闘士（ブルート））
經由獸化手術下獲得特定的「野獸」能力的人類。接受該手術的人擁有以人類的姿態經由野獸的特性變身的獸化能力，也能有在減少體力消耗下將身上只有一部分將其變化的「部分獸化」能力。也有在其力量完全發揮下身形變成半人半獸的「完全獸化」姿態，在這型態下人性與獸性的比例每個人皆不同。
過去在進行手術之前都會對接受該手術的人進行戰鬥力、體質以及基礎人格、經歷方面等條件上的嚴格審查，但在祠堂擔當管理局長後將這些條件給放寬許多。
獸化手術（獣化手術（じゅうかしゅじゅつ））
是在每個人的遺傳基因中將野獸的特性給發掘並使其強化的手術。故事開始時原為非法手術，在第一章最後到兩年後的第二章之間以「獸化法」的形式輔助下正式合法化。最初成功率相當高，在第二章由於多出健康檢查以及血液檢查來判斷是否可進行獸化手術的緣故，使希望能進行手術的患者爆發性增加許多。
獸化法（獣化法（じゅうかほう））
正式名稱為「特定遺傳基因變換改革法」。由四大財閥所進行表面上進行農作物與家畜等品種改良、實為將獸化手術使其合法化的法律，因此讓獸化手術與牙鬥走向未來商業化與產業化的發展。
獸人特區（獣人特区（じゅうじんとっく））
正式名稱為「政令指定獸人解放特別區域」。為施行獸化法後以相關法律來約束獸人們相關事項所興建的人工島，也是牙鬥賽事的主要場地，有設置未成年獸人就學的專用學校。在這區域內獸人們嚴禁私鬥，若身為獸鬥士只要是無法對話而需要用牙鬥解決問題的即可承認，並在特區學校內牙鬥對學生們進行指導。
另外在島上的番外地可參加不須審查資格即可入場戰鬥的地下牙鬥場「忍陣畠」賽事。

## 出版書籍
| 冊數 | 小學館Creative | 小學館Creative         | 青文出版社     | 青文出版社                          |
| 冊數 | 發售日期       | ISBN                   | 發售日期       | EAN / ISBN                          |
| ---- | -------------- | ---------------------- | -------------- | ----------------------------------- |
| 1    | 2014年9月5日   | ISBN 978-4-86-468379-1 | 2017年10月18日 | EAN 4718016026070 EAN 4718016026353 |
| 2    | 2014年10月4日  | ISBN 978-4-86-468383-8 | 2017年11月15日 | EAN 4718016026513 EAN 4718016026520 |
| 3    | 2015年3月5日   | ISBN 978-4-86-468402-6 | 2017年12月4日  | EAN 4718016026957 EAN 4718016026964 |
| 4    | 2015年9月5日   | ISBN 978-4-86-468431-6 | 2018年2月12日  | EAN 4718016027350 EAN 4718016027367 |
| 5    | 2016年3月5日   | ISBN 978-4-86-468452-1 | 2018年3月15日  | EAN 4718016028425                   |
| 6    | 2016年9月5日   | ISBN 978-4-86-468472-9 | 2018年7月9日   | EAN 4718016033139                   |
| 7    | 2017年3月4日   | ISBN 978-4-86-468493-4 | 2018年9月10日  | ISBN 978-986-356-561-1              |
| 8    | 2017年10月5日  | ISBN 978-4-86-468521-4 | 2020年3月12日  | ISBN 978-986-512-253-9              |
| 9    | 2018年1月25日  | ISBN 978-4-86-468535-1 | 尚未出版       | 尚未出版                            |
| 10   | 2018年3月5日   | ISBN 978-4-86-468545-0 | 尚未出版       | 尚未出版                            |
| 11   | 2018年8月4日   | ISBN 978-4-86-468582-5 | 尚未出版       | 尚未出版                            |
| 12   | 2018年12月29日 | ISBN 978-4-86-468608-2 | 尚未出版       | 尚未出版                            |
| 13   | 2019年6月5日   | ISBN 978-4-86-468650-1 | 尚未出版       | 尚未出版                            |
| 14   | 2019年9月5日   | ISBN 978-4-86-468668-6 | 尚未出版       | 尚未出版                            |
| 15   | 2020年3月5日   | ISBN 978-4-86-468705-8 | 尚未出版       | 尚未出版                            |
| 16   | 2020年8月5日   | ISBN 978-4-86468-736-2 | 尚未出版       | 尚未出版                            |
| 17   | 2021年2月27日  | ISBN 978-4-86468-786-7 | 尚未出版       | 尚未出版                            |
| 18   | 2021年7月29日  | ISBN 978-4-86468-820-8 | 尚未出版       | 尚未出版                            |
| 19   | 2022年2月28日  | ISBN 978-4-86468-871-0 | 尚未出版       | 尚未出版                            |
| 20   | 2022年7月29日  | ISBN 978-4-86468-899-4 | 尚未出版       | 尚未出版                            |
| 21   | 2022年12月27日 | ISBN 978-4-86468-144-5 | 尚未出版       | 尚未出版                            |
| 22   | 2023年7月28日  | ISBN 978-4-86468-182-7 | 尚未出版       | 尚未出版                            |
| 23   | 2023年2月28日  | ISBN 978-4-86468-223-7 | 尚未出版       | 尚未出版                            |
| 24   | 2024年9月28日  | ISBN 978-4-86468-282-4 | 尚未出版       | 尚未出版                            |
| 25   | 2025年6月30日  | ISBN 978-4-86805-057-5 | 尚未出版       | 尚未出版                            |

外傳
| 冊數 | 小學館Creative | 小學館Creative         |
| 冊數 | 發售日期       | ISBN                   |
| ---- | -------------- | ---------------------- |
| 1    | 2021年2月27日  | ISBN 978-4-86468-788-1 |
| 2    | 2021年12月27日 | ISBN 978-4-86468-847-5 |
| 3    | 2021年12月27日 | ISBN 978-4-86468-145-2 |

## 電視動畫

### 製作人員
- 原作：村田真哉、隅田和麻
- 導演：西片康人
- 劇本統籌：朱白葵
- 人物設定：渡邊和夫
- 音樂：高梨康治
- 動畫製作：LIDENFILMS

### 主題曲
片頭曲「killing bites」
作詞、作曲、編曲：八木沼悟志，主唱：fripSide
片尾曲
作詞：菅原卓郎，作曲：瀧善充，主唱：

### 各話列表
| 話數      | 日文標題 | 中文標題                 | 劇本              | 分鏡              | 演出                     | 作畫監督                                                                    | 總作畫監督      |
| --------- | -------- | ------------------------ | ----------------- | ----------------- | ------------------------ | --------------------------------------------------------------------------- | --------------- |
| 1st Bite  |          | 牙齒銳利的一方會贏       | 朱白葵            | 斗萬旦一          | 斗萬旦一 中川淳 駒田由貴 | 渡邊和夫、田澤潮                                                            | 渡邊和夫        |
| 2nd Bite  |          | 一不小心就要喜歡上了呢   | 風埜隼人          | 山內愛彌          | 山內愛彌                 | 阿部慈光                                                                    | 渡邊和夫        |
| 3rd Bite  |          | 真的一無是處             | 朱白葵            | 阿部記之 斗萬旦一 | 有富興二                 | 小野晃、猿渡聖加 谷口守泰、木下由美子                                       | 田澤潮          |
| 4th Bite  |          | 所以說讓你退出啊垃圾!    | 阿久津拓矩 朱白葵 | 中川淳            | 中川淳                   | 吉田伊久雄、嘉村弘之 森悅史                                                 | 渡邊和夫        |
| 5th Bite  |          | 不論怎樣侵犯都是個人自由 | 小柳啓伍          |                   | 石郷岡範和               | 八木元基、沼田廣                                                            | 田澤潮          |
| 6th Bite  |          | 這種事，我怎麼知道       | 風埜隼人          | 福田道生          |                          | 阿部慈光、上野卓志 小梶慎也、本多弘幸                                       | 渡邊和夫        |
| 7th Bite  |          | 因為…就是想這麼做        | 池田臨太郎        | 松尾衡            | 児谷直樹                 | Park Aert、Back Gyeonghyeon Choi Inseop、Han Nayeong Seo Seunghye、服部憲知 | 田澤潮          |
| 8th Bite  |          | 糟糕…糟糕糟糕糟糕糟糕!!  | 小柳啓伍          | 渡邉哲哉          | 浅見松雄                 | 亀田朋幸、比久保弘之 坂口蒼星、福士真由美                                   | 渡邊和夫        |
| 9th Bite  |          | 只有那裡決不妥協!        | 江嵜大見          | 山內愛彌          | 山內愛彌                 | 國井美可子、小野晃 菊池功一、久松沙紀                                       | 田澤潮          |
| 10th Bite |          | 一起走吧                 | 風埜隼人          | 福田道生          | 又野弘道                 | 山﨑展義                                                                    | 渡邊和夫        |
| 11th Bite |          | 別欺負…媽媽              | 小柳啓伍          | 斗萬旦一          | 有冨興二 駒田由貴        | 吉田伊久雄、箕輪豊 中野良一、小梶慎也 本多弘幸                              | 田澤潮          |
| 12th Bite |          | 至今為止謝謝了啊         | 朱白葵            | 中川淳 斗萬旦一   | 中川淳 山内愛彌          | 阿部慈光、上野卓志 森悦史、沼田廣 坂口蒼星、嘉村弘之 八木元喜               | 渡邊和夫 田澤潮 |

### BD
| 卷數 | 發行日期      | 收錄話數       | 規格編號  | 封面獸鬥士      |
| ---- | ------------- | -------------- | --------- | --------------- |
| 1    | 2018年3月28日 | 第1話－第3話   | GNXA-2041 | 宇崎瞳          |
| 2    | 2018年4月27日 | 第4話－第6話   | GNXA-2042 | 中西獲座        |
| 3    | 2018年5月30日 | 第7話－第9話   | GNXA-2043 | 稻葉初          |
| 4    | 2018年6月27日 | 第10話－第12話 | GNXA-2044 | 宇崎瞳 獸人模式 |

## 外部連結
- 原作官方網站 （页面存档备份，存于）（日語）
- 電視動畫《牙鬥獸娘》官方網站 （页面存档备份，存于）（日語）
- 電視動畫《牙鬥獸娘》官方的X（前Twitter）（日語）